# Bullet Proof (film fra 1920)
Bullet Proof er en amerikansk stumfilm fra 1920 af Lynn Reynolds.

## Medvirkende
- Harry Carey som Pierre Winton
- William Ryno som Father Victor
- Fred Gamble som Father Jacques
- Kathleen O'Connor som Mary Brown
- J. Farrell MacDonald som Jim Boone
- Beatrice Burnham som Jackie Boone
- Robert McKenzie som Dick Wilbur
- Joe Harris
- C.E. Anderson
- Charles Le Moyne
- Robert McKim som McGuirk